# کاترین مک‌کورمیک
کاترین مک‌کورمیک (انگلیسی: Kathryn McCormick؛ زادهٔ ۷ ژوئیهٔ ۱۹۹۰) یک هنرپیشه اهل ایالات متحده آمریکا است.
او در آگوستا، جورجیا، ایالات متحده به دنیا آمد.

## فیلم شناسی
| سال  | نام            | نقش           |
| ---- | -------------- | ------------- |
| ۲۰۱۲ | استپ آپ:انقلاب | امیلی اندرسون |
| ۲۰۱۴ | رقص خاموش      | جازمین        |